# Edipo Rodríguez
Edipo Antonio Rodríguez Encarnación (nacido en Uvilla, República Dominicana el 27 de junio de 1993) es un futbolista profesional dominicano que se desempeña en el terreno de juego como extremo o delantero y su equipo actual es el Cibao FC de la Liga Dominicana de Fútbol.

## Trayectoria
Edipo se formó en las categorías inferiores del C.D. Calasanz y Club Internacional de la Amistad antes de fichar por el club numantino.
Tras varios años en su filial, el futbolista dominicano disputó en la campaña 2014/15 nueve partidos en Segunda División con el primer equipo del Numancia.
En 2015, el atacante dominicano proveniente del C.D. Numancia, es cedido al Deportivo Guadalajara hasta el final de la campaña 2015/2016, tal y como ha informado el Deportivo Guadalajara en un comunicado.
En la temporada 2016-17 llegó al fútbol profesional dominicano, al ser fichado por el Club Atlético San Cristóbal en la segunda temporada de la entonces naciente Liga Dominicana de Fútbol.
En las siguientes temporadas el centrocampista ofensivo militaría en diversos clubs de la Tercera División española como Centre d'Esports L'Hospitalet, Sociedad Deportiva Tarazona, SD Almazán y UA Horta.
El 31 de marzo de 2021, firma por el Cibao Fútbol Club de la Liga Dominicana de Fútbol.

## Selección nacional
Es internacional absoluto con la selección de fútbol de República Dominicana, con la que debutó en agosto de 2014.

## Clubes
| Club                   | País                 | Año               |
| ---------------------- | -------------------- | ----------------- |
| CD Numancia B          | España               | 2011 - 2015       |
| CD Numancia            | España               | 2015              |
| Deportivo Guadalajara  | España               | 2015 - 2016       |
| CD Numancia            | España               | 2016              |
| Atlético San Cristóbal | República Dominicana | 2016              |
| CE L'Hospitalet        | España               | 2017 - 2018       |
| SD Tarazona            | España               | 2018              |
| SD Almazán             | España               | 2018 - 2020       |
| UA Horta               | España               | 2020              |
| SD Almazán             | España               | 2021              |
| Cibao FC               | República Dominicana | 2021              |
| SD Almazán             | España               | 2022 - 2023       |
| Palencia CF            | España               | 2023 - 2024       |
| Cibao FC               | República Dominicana | 2024 - actualidad |

## Palmarés

### Títulos nacionales
| Título                    | Club        | Año  |
| ------------------------- | ----------- | ---- |
| Liga Dominicana de Fútbol | Cibao F. C. | 2021 |
| Liga Dominicana de Fútbol | Cibao F. C. | 2024 |
| Copa Dominicana de Fútbol | Cibao F. C. | 2025 |